# Neoval
Le Neoval est un système de transport automatique guidé sur pneumatiques développé par Siemens Mobility. Il constitue le successeur du véhicule automatique léger (VAL).
La technologie Neoval implique des véhicules légers dont les essieux sont montés sur pneumatiques. Le véhicule est guidé grâce à un rail central fixé sur une dalle en béton. Comme pour son prédécesseur, le Neoval est intégralement automatique et sans conducteur.
Le Neoval se décompose en deux modèles proposés par le constructeur : Cityval, destiné aux métros urbains, et Airval, spécialement adapté à la desserte des aéroports. La ligne B du métro de Rennes, ouverte le 20 septembre 2022, est la première ligne au monde à utiliser cette technologie dans sa variante Cityval. La navette automatique de l'aéroport de Bangkok-Suvarnabhumi, ouverte le 28 septembre 2023, est quant à elle la première à utiliser la variante aéroportuaire Airval.

## Histoire
Le programme Neoval a été l'un des premiers projets retenus par l'Agence de l'innovation industrielle (AII) (devenue Oséo, puis Bpifrance) en avril 2006. Le développement sur cinq ans de ce projet était estimé à 62 millions d'euros, dont 11 millions de subvention et 15 millions d'avance remboursable par l'AII,.
Les recherches ont abouti à la concrétisation de deux offres baptisées Cityval (transport urbain) et Airval (navettes aéroportuaires) au catalogue du constructeur ferroviaire Siemens.
La construction, en lien avec des entreprises de travaux publics comme Transroute, d'une voie d'essais, ouverte en 2008, sur le site de production de Duppigheim, permet des expérimentations et la validation de choix. Par exemple, le rail de guidage est préféré boulonné plutôt que « noyé dans la masse » comme le Translohr.
La première présentation d'un véhicule, a lieu en octobre 2008 à Duppigheim, et en juin 2009 à Vienne, lors du congrès de l'Union internationale des transports publics, a lieu la première communication publique des procédés technologiques mis en œuvre.
En novembre 2010, la variante Cityval du Neoval est retenue pour la seconde ligne du métro de Rennes, en service depuis le 20 septembre 2022.
Initialement, le groupe Lohr est chargé de l'ensemble du véhicule et Siemens de la partie système. Mais en 2011, Lohr est repris par Alstom et Siemens reprend l'intégralité de la conception du véhicule alors que la piste d'essai est située chez Lohr à Duppigheim en Alsace. Autre bouleversement en 2015, Siemens déménage le siège de son activité chargée du Neoval de Châtillon à Toulouse dans l'optique d'obtenir le marché de la ligne C du métro de Toulouse — finalement attribué à Alstom — : de nombreux ingénieurs quittent l'entreprise, dont ceux du système électrique et de la sécurité de fonctionnement, car refusant de déménager.
Ces départs auraient eu un impact sur le développement du véhicule, loin d'être abouti alors que Rennes Métropole réceptionnait les premières rames en 2018. Le système d'urgence s'avère être notamment beaucoup trop sensible. D'autre part, de nombreux bugs informatiques perturbent la mise au point : il faut plusieurs mois pour en corriger un seul, le logiciel gérant la traction ayant par exemple connu près de onze versions. Sur les premières images des rames en mouvement publiées par l'intercommunalité, les rames circulaient en mode manuel avec toutes les alertes désactivées.
Sur le plan technique, les problèmes sont apparus dès le début des essais dynamiques avec les vibrations, nécessitant de reprendre tout le matériel (vitres, portes, etc.) sur place voire de le retourner à l'usine de Vienne en Autriche.
La pandémie de Covid-19 en 2020 met un coup d'arrêt aux essais et retarde la mise en service du Neoval ; ils reprennent au printemps 2021 mais c'est au tour du système de guidage de poser soucis au niveau du couple de serrage des galets et en parallèle le processus de « réveil des trains » (démarrage des rames le matin) qui pose problème pour fonctionner automatiquement. Une autre raison est l'usure prématurée de la membrane en élastomère du galet, chargé de réduire les bruits et les vibrations, et dont l'effritement continue de causer des arrêts d'exploitation plusieurs années après la mise en service.
La ligne B du métro de Rennes est finalement mise en service le 20 septembre 2022.
Le 28 septembre 2023, c'est au tour de la navette automatique de l'aéroport de Bangkok-Suvarnabhumi utilisant la version Airval destinée aux navettes aéroportuaires d'être mise en service.
Le 18 novembre suivant, la ligne B du réseau rennais est interrompue à la suite du desserrage de l'écrou de pivot du bogie supportant le 3e essieu de la rame ; ceci ayant entrainé en cascade un arrêt d'urgence de la rame, la chute d'une pièce métallique sur les rails d'alimentation électrique, et un court-circuit lui-même à l'origine de l'incendie d'une sous-station électrique,,,. Un système d'alimentation électrique temporaire est construit et, après une période de test et l'obtention de l'autorisation du STRMTG la ligne est rouverte le 22 décembre après un peu plus d'un mois d'interruption,. Le 3 janvier 2024, un desserrage de ce même écrou provoque un nouvel arrêt d'urgence ainsi que l'arrêt de la ligne pour au moins trois mois, le temps d'investiguer sur les origines de la panne, et de changer les pièces incriminées sur toutes les rames,. La ligne rouvre le 20 juin 2024.

## Technique

### Généralités

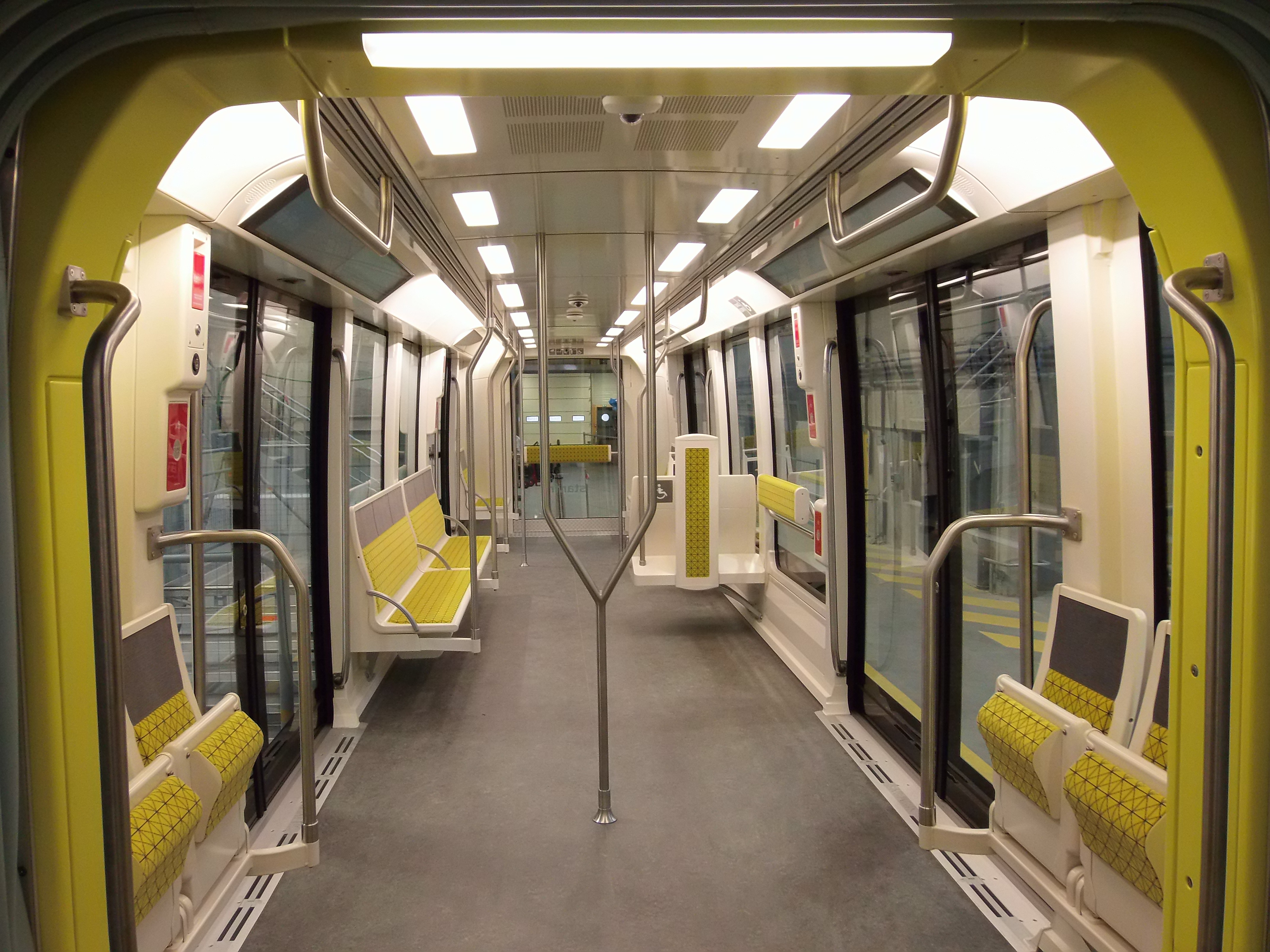
Intérieur d'une rame de Neoval de la ligne b du métro de Rennes.

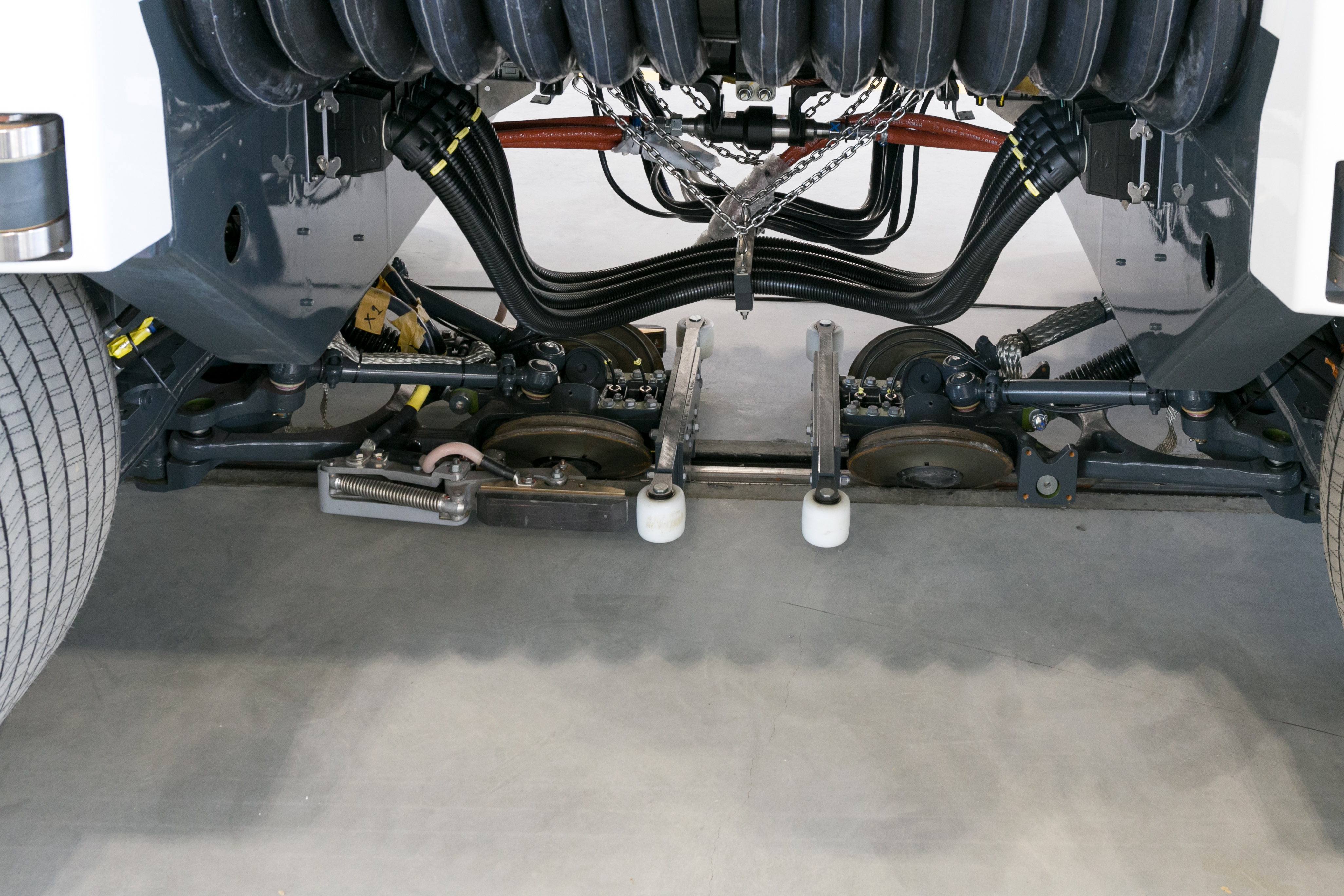
Détails d'un essieu de Neoval : on distingue les roues de guidage inclinées à 45° sur le rail central, les galets (en blanc) de guidage et les frotteurs de captage du courant.

Il existe deux types de Neoval. Sur une infrastructure en site propre, aérienne ou souterraine, à rail guidé (brevet Lohr, issu de celui utilisé sur le tramway sur pneumatiques Translohr), le matériel roulant est de type métro automatique sur pneus, décliné en deux produits. La gamme comprend :
- Siemens Cityval d'une largeur de 2,65 m, destiné au transport urbain et retenu pour la ligne B du métro de Rennes[9],[25] ;
- Siemens Airval d'une largeur de 2,80 m, destiné aux navettes aéroports[25] comme à Bangkok et à Francfort-sur-le-Main.

Cityval, et Airval sont, selon les fabricants, conçus et construits dans une « démarche éco-durable ». Leurs caractéristiques comportent notamment des systèmes de stockage embarqué d’électricité et de récupération d’énergie au freinage.
La conception des véhicules du Neoval est modulaire : la caisse et le châssis sont indépendants, ce dernier intégrant l'ensemble des équipements techniques, permettant d'adapter le design facilement. Une rame de Neoval peut compter de une à six voitures ; une voiture mesure 11,2 m de long pour une largeur de 2,65 m ou 2,80 m et compteur deux portes larges de 1,95 m par face.
À l'intérieur, il y a 2,10 m de hauteur sous plafond et chaque porte est espacée de 5,6 m. Le plancher est à 1,1 m du sol.
Le véhicule est guidé par un rail central et deux galets en V, à l'image du Translohr. Ce dispositif a l'avantage de réduire fortement les pressions exercées sur le rail et les galets et simplifie aussi les appareils de voies. Le système de roulage et de freinage sera importé du monde routier, comme beaucoup d'autres éléments (châssis, essieu, suspension) afin de réduire les coûts. Le châssis est porteur des roues, du système de guidage et de la suspension. La combinaison des technologies routières et ferroviaires permettra en outre un très faible rayon de courbure, de l'ordre de 10,5 mètres et, selon ses concepteurs, empêcherait tout déraillement. Un système d'arrêt d'urgence automatique existe toutefois dans le cas où cette éventualité arrive.
La grande modularité du Neoval lui permet de transporter de 1 000 à 30 000 passagers par heure et par direction.

### Pilotage automatique

#### Le CBTC
Contrairement au système initial du Véhicule automatique léger qui repose sur le cantonnement fixe, le Neoval repose sur le Communication based train control (CBTC) à canton mobile déformable plus performant et dans lesquels les trains communiquent directement entre eux. Siemens utilise son système Trainguard MT CBTC.
Les systèmes fixes sont constitués d'un pilote automatique de ligne (PAL) et de plusieurs pilotes automatique de section (PAS) — il y en a quatre sur la ligne B rennaise — permettant d'établir les communications avec les rames via une liaison Wi-Fi. Ce système Wi-Fi remplace le tapis de transmission qui existait sur l'automatisme du VAL.
La gestion des portes palières en station est géré par le contrôleur de façade de quai (CFQ) qui agit de façon synchronisée avec les portes des rames, ce fonctionnement est différent de l'électronique d'arrêt en station (EAS) du VAL qui asservissait les rames en station et assurait la gestion totale des portes,.

#### Conduite manuelle à vue
Bien qu'elles soient automatiques, les rames peuvent être pilotées en « conduite manuelle à vue » (CMV) grâce à des postes de conduite installables temporairement ; lors des essais de la ligne B rennaise le pilotage était assuré via un joystick connecté à un ordinateur lui-même relié au système de la rame. Divers boutons et un arrêt d'urgence sont situés derrière le cache du montant latéral, vraisemblablement les commandes pilotage en cas de dépannage.
Une signalisation lumineuse est présente au bord des voies afin d'aider les opérateurs aux points sensibles, c'est-à-dire à l'entrée et à la sortie d'une station ainsi qu'aux appareils de voie.

### Voie

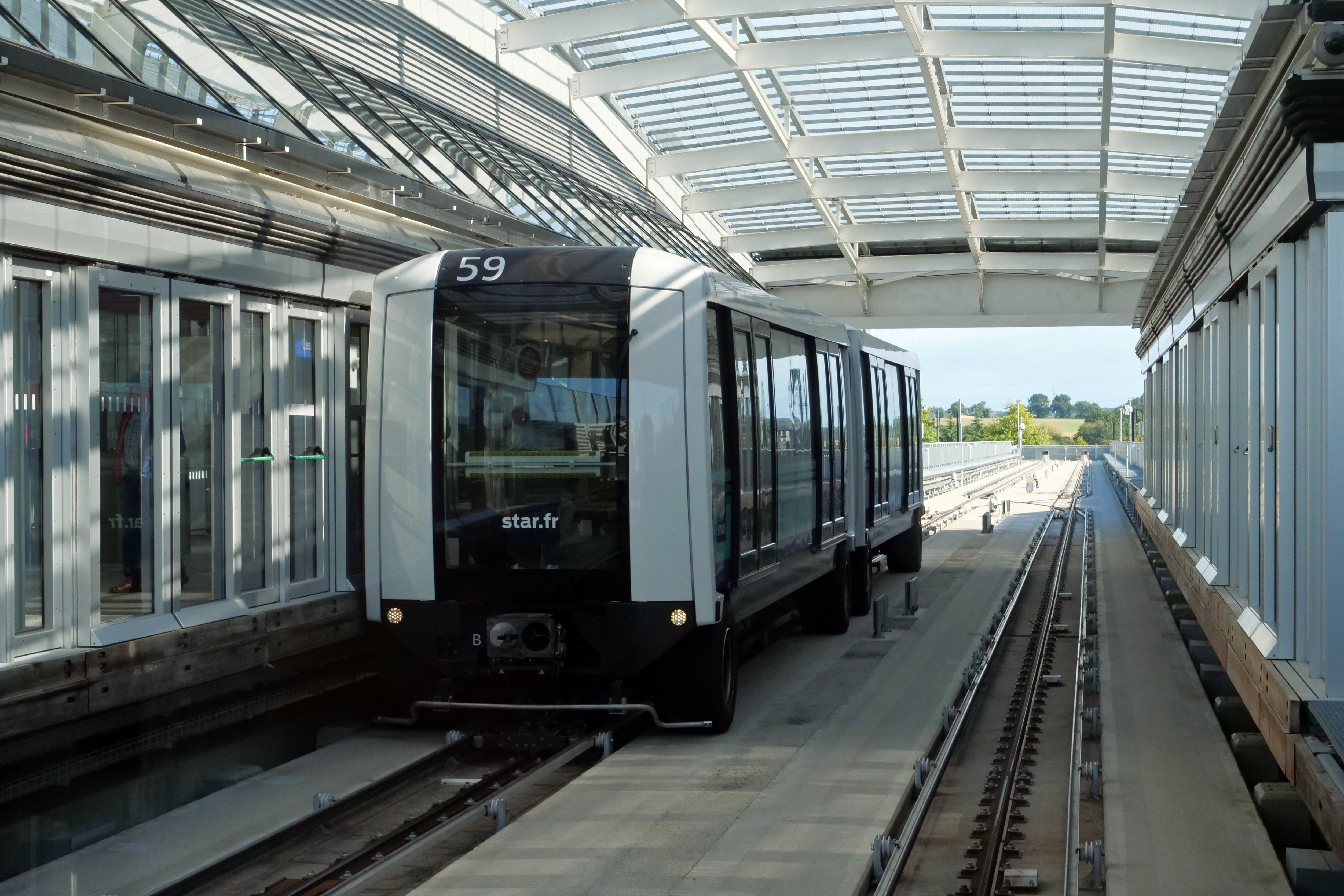
La voie du Neoval, avec son rail de guidage et ses rails d'alimentation électrique.

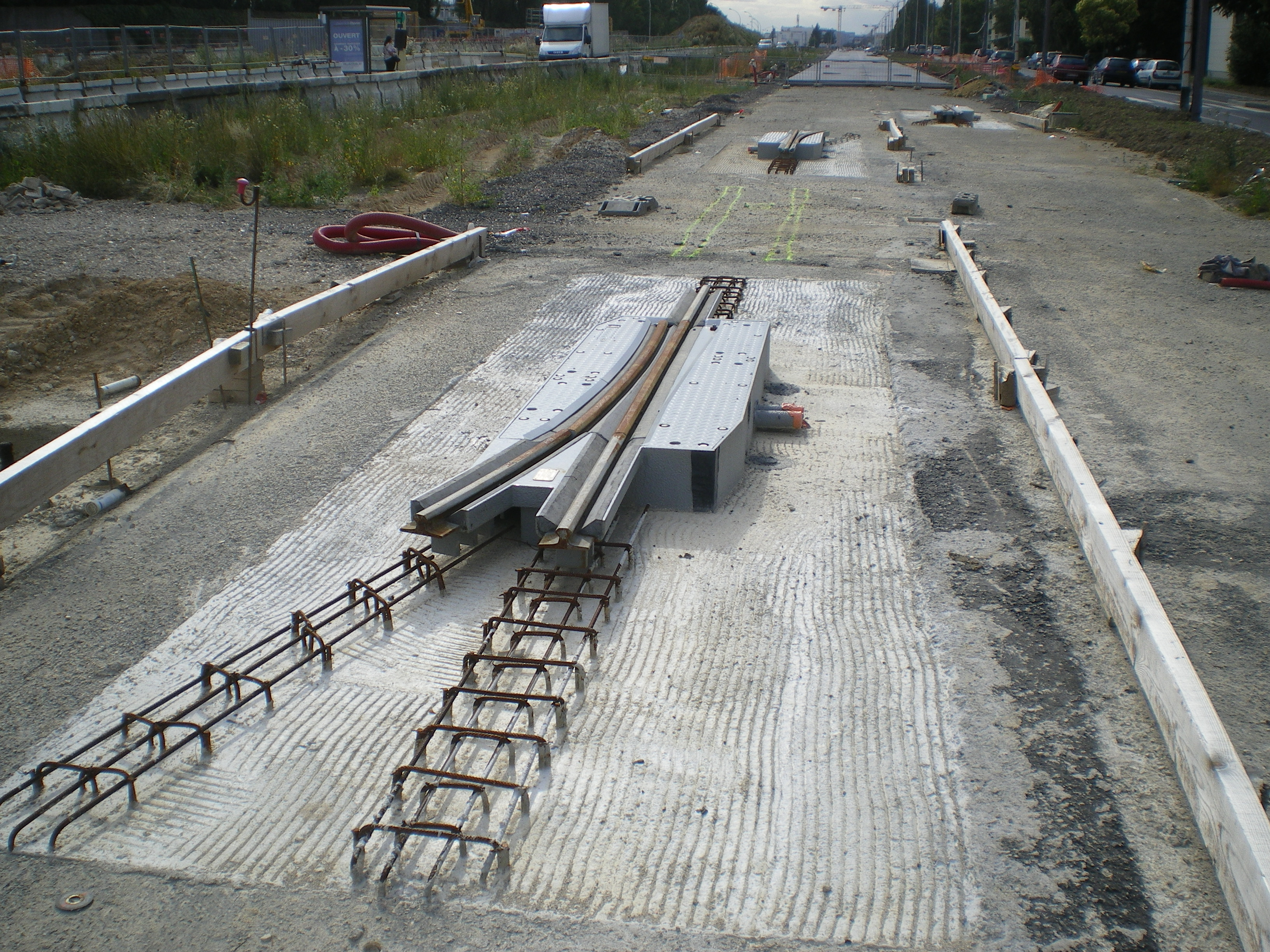
Le système d'aiguillage est repris du Translohr, ici un appareil de la ligne 6 du tramway d'Île-de-France.

La voie est de conception nettement plus simple que celle du VAL en l'absence de rails de guidage latéraux. Elle repose sur une piste en béton armé continu de trois mètres de large et épaisse de 25 centimètres au niveau de la piste de roulement et 15 centimètres sur le reste de la plateforme. L'entraxe ou « écartement » entre les pistes est de 2 080 mm.
Le guidage est assuré par un rail métallique de type long rail soudé placé au milieu de la piste, repris de la conception du Translohr et est encadré par les deux rails horizontaux assurant l'alimentation électrique, séparés de 800 mm. Le fonctionnement des aiguillages est lui aussi repris du Translohr et s'apparente à un aiguillage ferroviaire classique : une partie mobile dirige les galets de guidage de la rame vers la direction désirée.
La largeur de ce rail est de 49 mm, si la largeur tombe avec l'usure à 47 mm une alarme est déclenchée et en dessous de 46 mm l'exploitation est arrêtée.
Le Neoval peut emprunter des pentes jusqu'à 12 % et des courbes avec un rayon de 30 mètres.

### Roulement
À l'instar du VAL, les véhicules ne disposent pas de bogies mais d'essieux pivotants, disposés aux extrémités de chaque voiture. Chaque essieu est équipé de pneumatiques d'une largeur de 50 cm. Les moteurs sont montés à même les roues (principe du moteur-roue). L'empattement entre les essieux d'une voiture est de 8,60 m.
L'essieu est accompagné dans le porte à faux de deux galets de guidage placés en V (en diagonale à 45 degrés) reposant sur le rail de guidage, encadré par les frotteurs de captation du courant et de roulettes en plastique s'appuyant sur ce même rail horizontal d'alimentation.
La détection des pneus dégonflés est assurée directement par les systèmes embarqués dans les rames.

### Couplage
Chaque rame est équipée d'attelages automatiques Scharfenberg.

### Alimentation électrique
L'alimentation électrique est assurée, en fonction des souhaits des opérateurs, soit en 750 V continu par les deux rails latéraux disposés verticalement de part et d'autre du rail de guidage central soit par un système de stockage d'énergie embarqué sous forme de batteries et de supercondensateurs. Ces derniers fourniront la puissance au démarrage et doivent permettre de récupérer une grande part de l'énergie cinétique de freinage, dans le but de réduire la consommation globale d'énergie.

## Commercialisation
| Situation                         | Ligne                                                               | Variante | Nombre de rames | Année de livraison | Année de mise en service            | Longueur du réseau |
| --------------------------------- | ------------------------------------------------------------------- | -------- | --------------- | ------------------ | ----------------------------------- | ------------------ |
| Rennes                            | (Logo du métro de Rennes) · (Logo de la ligne b du métro de Rennes) | Cityval  | 25              | 2018-2022          | 2022                                | 14,1 km            |
| Aéroport de Francfort-sur-le-Main | SkyLine (de) (seconde ligne)                                        | Airval   | 12              | 2023               | En construction, ouverture en 2026, | 5,6 km             |
| Aéroport de Bangkok-Suvarnabhumi  | Navette automatique de l'aéroport de Bangkok-Suvarnabhumi           | Airval   | 6               | 2020-2021          | 2023                                | 1 km               |